# ベネディクト・アクウェグブ
ベネディクト・アクウェグブ（Benedict Akwuegbu、1974年11月3日 - ）は、ナイジェリアの元サッカー選手。元ナイジェリア代表。ポジションはフォワード。

## 来歴
2000年1月にアフリカネイションズカップ2000でナイジェリア代表デビュー、4試合に出場し、準優勝した。2002 FIFAワールドカップのメンバーにも選ばれ、イングランド戦に出場した。2005年までに27試合に出場、5得点をあげた。

## 代表歴

### 出場大会
- ナイジェリア代表
  - 2002 FIFAワールドカップ

### 試合数
- 国際Aマッチ 27試合 5得点（2000年-2005年）[1]

| ナイジェリア代表 | 国際Aマッチ | 国際Aマッチ |
| 年               | 出場        | 得点        |
| ---------------- | ----------- | ----------- |
| 2000             | 10          | 2           |
| 2001             | 3           | 2           |
| 2002             | 6           | 1           |
| 2003             | 5           | 0           |
| 2004             | 1           | 0           |
| 2005             | 2           | 0           |
| 通算             | 27          | 5           |